# Myrmoderus ruficauda
A Myrmoderus ruficauda a madarak (Aves) osztályának verébalakúak (Passeriformes) rendjébe és a fazekasmadár-félék (Furnariidae) családjába tartozó faj.

## Rendszerezése
A fajt Maximilian zu Wied-Neuwied német herceg, felfedező és természettudós írta le 1831-ben, a Myiothera nembe Myiothera ruficauda néven. Besorolása vitatott, egyes szervezetek a Myrmeciza nembe sorolják Myrmeciza ruficauda néven.

## Alfajai
- Myrmoderus ruficauda ruficauda (Wied-Neuwied, 1831)
- Myrmoderus ruficauda soror Pinto, 1940

## Előfordulása
Az Atlanti-óceán partvidékén, Brazília keleti részén honos. Természetes élőhelyei a szubtrópusi és trópusi síkvidéki esőerdők és lombhullató erdők, valamint másodlagos erdők. Állandó nem vonuló faj.

## Megjelenése
Testhossza 14–15 centiméter.

## Életmódja
Valószínűleg ízeltlábúakkal táplálkozik.

## Természetvédelmi helyzete
Az elterjedési területe elég kicsi, széttöredezett és a fakitermelés, a mezőgazdaság és a tüzek miatt még csökken is, egyedszáma 600-1700 példány közötti és szintén csökken. A Természetvédelmi Világszövetség Vörös listáján veszélyeztetett fajként szerepel.